# 豊通エレクトロニクス
株式会社豊通エレクトロニクス（とよつうエレクトロニクス、英: TOYOTA TSUSHO ELECTRONICS CORPORATION）は、かつて存在した豊田通商グループの半導体・ソフトウェア開発・販売会社。愛知県名古屋市に本社を置いていた。
2017年4月1日に株式会社トーメンエレクトロニクスにより吸収合併され、株式会社ネクスティ エレクトロニクスとなった。
なお豊通グループには、半導体・デバイス商社として、2社のほかにトーメンデバイスもある。

## 沿革
- 2003年（平成15年）4月1日 - 豊田通商株式会社の電子デバイス部の半導体事業を分離し設立。
- 2009年（平成21年）
  - 4月 - 豊田通商株式会社の電子デバイス部よりデバイス国内事業を譲受。
  - 5月1日 - 株式会社ヴァンパートナーズより半導体・電子デバイス類の解析サービスに係る一切の事業を譲受[3]。
  - 9月30日 - 株式会社エリスネットより半導体データベース事業を譲受[4]。
- 2010年（平成22年）
  - 9月1日 - USENグループの株式会社UCXより携帯電話向けおよびパソコン向け音楽配信事業と関連システムの一式を譲受。
  - 10月1日 - リニアテクノロジー株式会社と国内販売代理店契約を締結。
- 2013年（平成25年）10月16日 - 親会社の豊田通商株式会社および株式会社イーライセンスと共に、自動車向け音楽配信サービス「music Chef」を運営する株式会社ETスクウェアの保有株式をエイベックス・エンタテインメント株式会社に売却[2]。
- 2017年（平成29年）4月1日 - 同じ豊田通商グループの株式会社トーメンエレクトロニクスに吸収合併され、株式会社ネクスティ エレクトロニクスとなる[5][6][7]。

## 事業内容
- フリースケール・セミコンダクタ（モトローラの半導体部門が分離独立した会社）、テキサス・インスツルメンツ、インフィニオン（独シーメンスの半導体部門が独立した会社）等のECU電子部品の代理店事業とともに、各種プリント基板、コンデンサ、抵抗器、トランジスタ、ダイオード、各種IC（通信モジュール他）、コイル、発振子、磁石、トランス、液晶モジュール、その他各種デバイスを取り扱っていた。
- 車載ソフトウェアにおける受託開発、開発ツール等の販売を行っていた。
- トヨタ自動車、日産自動車、本田技術研究所、デンソーとともに、一般社団法人JASPARの幹事会社として事務局業務を行っていた。
- OnGenなど携帯電話向けおよびパソコン向け音楽配信事業（2012年1月31日を以ってサービスを終了）。

## 事業所
- 本社
  - 〒450-0002 愛知県名古屋市中村区名駅四丁目11番27号 シンフォニー豊田ビル
- 東京営業所
  - 〒108-0078 東京都港区港南1-8-27 日新ビル8F
- 芝分室
  - 〒105-0014 東京都港区芝2-28-8 芝二丁目ビル14F
- 安城営業所（TAQS品質サポートセンター）
  - 〒446-0004 愛知県安城市尾崎町大縄1-3 豊通物流ビル4F
- 神戸営業所
  - 〒651-0086 兵庫県神戸市中央区磯上通8-3-5 明治安田生命ビル10F
- 島田出張所
  - 〒421-0531 静岡県牧之原市大字落居字向山田1152-1

## グループ会社
- 豊通エレクトロニクス・タイランド株式会社
- 豊田通商電子（大連）有限公司
- C&S Group GmbH
- PT. Toyota Tsusho Tomen Electronics Indonesia
- 一般社団法人JASPAR